# Gegendarstellung

Gegendarstellung von Heide Simonis in Bild

Eine Gegendarstellung ist eine eigene Darstellung eines Sachverhalts, über den zuvor in einem Medium berichtet worden war, durch den Betroffenen selbst. Die Gegendarstellung ist damit ein Begriff des Presserechts. Wer von einem Bericht über seine Person oder Organisation betroffen ist, soll sich im selben Medium an vergleichbarer Stelle und in vergleichbarer Aufmachung kostenlos artikulieren beziehungsweise etwas richtigstellen dürfen. Das Recht zur Gegendarstellung ist gegründet auf § 11 des Reichspressegesetzes (RPG) von 1874 und ist heute in den Pressegesetzen der Länder geregelt.

## Anspruch
Jeder Einzelne darf selbst darüber bestimmen, ob und wie er sich gegenüber der Öffentlichkeit darstellen will und ob oder inwieweit Dritte über seine Persönlichkeit verfügen können. Der medienrechtliche Gegendarstellungsanspruch ist deshalb Ausfluss des im Grundgesetz geschützten allgemeinen Persönlichkeitsrechts (Art. 2 Abs. 1 i. V. m. Art. 1 Abs. 1 GG) als Recht auf Selbstbestimmung über die öffentliche Darstellung der eigenen Person im Spannungsfeld mit der Pressefreiheit (Art. 5 Abs. 1 GG).
In Deutschland ist der Gegendarstellungsanspruch in den Pressegesetzen der Länder (z. B. § 11 HmbPresseG, § 12 NDR-StV), den Rundfunk- und Mediengesetzen der Länder (z. B. § 10 HmbMedienG) und im Rundfunkstaatsvertrag (§ 56 Rundfunkstaatsvertrag) verankert (maßgeblich ist in der Regel das Recht des Veröffentlichungsortes). Das berechtigte Interesse an einer Gegendarstellung muss gegeben sein, dieses leitet sich aus dem geschützten allgemeinen Persönlichkeitsrecht (Art. 1 und Art. 2 GG) ab. Der Gegendarstellungsanspruch ist ein spezieller Anspruch des Medienzivilrechts, der im allgemeinen Zivilrecht keine Entsprechung findet.
Danach kann jede Person und jede Stelle (also z. B. auch eine Aktiengesellschaft, ein Verein oder eine Behörde), die von einer in den Medien verbreiteten Tatsachenbehauptung betroffen ist, ihre eigene abweichende Darstellung des Sachverhalts im selben Medium kostenlos artikulieren. Allerdings darf die Gegendarstellung wiederum nur Tatsachenbehauptungen (keine Meinungsäußerungen) enthalten.
Sie muss durch den Betroffenen schriftlich verlangt und persönlich unterzeichnet werden und in engem zeitlichen Zusammenhang mit der beanstandeten Berichterstattung verlangt werden, das sind maximal ca. drei Monate bei Presseerzeugnissen, ca. zwei Monate im Rundfunk. Die Gegendarstellung sollte nicht umfangreicher sein als die ursprüngliche beanstandete Berichterstattung.
Die Zeitung, die Rundfunkanstalt oder der Internetanbieter ist verpflichtet, die Gegendarstellung unverzüglich in der nächsterreichbaren Ausgabe des Mediums an derselben Stelle und in derselben Aufmachung zu veröffentlichen wie den beanstandeten Artikel, ggf. auch auf der Titelseite (Grundsatz der Waffengleichheit, siehe auch Caroline-von-Monaco-Urteil I). Es ist jedoch zulässig, einen sogenannten Redaktionsschwanz anzuhängen, in dem das Medium sich z. B. vom Inhalt der Gegendarstellung distanziert.
Für die Gegendarstellung ist es ohne Bedeutung, ob die beanstandete Tatsachenbehauptung wahr oder falsch war. Wer den Anspruch auf Gegendarstellung geltend macht, muss aber selbst durch die Tatsachenbehauptung betroffen sein und ein berechtigtes Interesse geltend machen. Ein berechtigtes Interesse fehlt z. B., wenn die Gegendarstellung offenkundig unwahr oder inhaltlich völlig belanglos ist.
Wenn das Medium die Gegendarstellung verweigert, kann der Betroffene sie gemäß §§ 935 ff. ZPO nach den Vorschriften für eine einstweilige Verfügung vor einem Zivilgericht erzwingen. Dabei müssen weder die Dringlichkeit noch der Wahrheitsgehalt glaubhaft gemacht werden.
Neben dem Gegendarstellungsanspruch kann der Betroffene ggf. auch noch Ansprüche auf Unterlassung, Berichtigung, Schadensersatz oder Entschädigung in Geld für immaterielle Schäden geltend machen, wobei sich eine erfolgte Gegendarstellung schadensmindernd auswirken kann.
Anspruch auf eine Gegendarstellung hat nur die betroffene Person, das betroffene Unternehmen, Organ, die betroffene Behörde selbst. Ausschließlich der Betroffene darf eine Gegendarstellung verlangen. Diese muss von dem Betroffenen zwar nicht selbst verfasst, aber unterzeichnet werden. Der Betroffene kann unverzüglich Stellung nehmen, innerhalb von zwei Wochen gilt als angebrachte Frist. Das Abdruckverlangen einer Gegendarstellung darf nur innerhalb von drei Monaten an den Verlag gestellt werden, nachdem der Artikel veröffentlicht wurde. Ein Wahrheitsbeweis der Gegendarstellung muss nicht erbracht werden, eine Gegendarstellung ist keine Berichtigung. Somit steht nach einer abgedruckten Gegendarstellung Aussage gegen Aussage, dem Leser ist es nicht möglich, zu wissen, welche Aussage nun richtig ist.
Am 19. Dezember 2007 entschied das Bundesverfassungsgericht, dass ein Anspruch auf eine Gegendarstellung bei doppeldeutigen Tatsachenbehauptungen nur dann besteht, wenn sich eine Aussage als „unabweisbare Schlussfolgerung aufdrängen muss“.
In einer Entscheidung vom 4. November 2013 hat das Bundesverfassungsgericht außerdem die Voraussetzungen eines Gegendarstellungsanspruchs gegen Titelschlagzeilen verschärft. Danach kommt ein Gegendarstellungsanspruch gegen Titelschlagzeilen künftig nur noch in Betracht, wenn die „Formulierung auf der Titelseite hier nicht mehr nur als Neugier erweckende Aufmacherfrage verstanden werden kann“. Erforderlich ist vielmehr, dass die Aufmacherfrage mit hinreichender Deutlichkeit als Tatsachenbehauptung dahingehend qualifiziert werden muss, dass ein bestimmtes Ereignis stattgefunden hat.
Die Erfolgsquote von Gegendarstellungsverfahren gegen Titelschlagzeilen ist seit dieser Entscheidung deutlich gesunken.

## Form und Veröffentlichung
Eine Gegendarstellung wird zunächst direkt bei dem jeweiligen Verleger oder verantwortlichen Redakteur verlangt. Der verantwortliche Redakteur und der Chefredakteur müssen nicht identisch sein. Bei einer Ablehnung des Gegendarstellungsverlangens kann es über den Weg einer „einstweiligen Verfügung“ durchzusetzen versucht werden. Dies erfolgt beim Zivilgericht, jedoch zumeist ohne Anhörung. Form und Inhalt der gesetzlichen Bestimmungen für die Erwirkung einer Gegendarstellung müssen eingehalten werden.
Eine Gegendarstellung darf sich ausschließlich auf Tatsachenbehauptungen in einem Artikel oder Bericht beziehen, nicht auf Meinungen, Vermutungen, Kommentare oder Werturteile; ebenfalls nur auf den redaktionellen Teil eines Titels. Die Gegendarstellung selbst darf auch nur Tatsachenbehauptungen beinhalten. Anzeigen, mit Ausnahme von politischen Anzeigen, gewährleisten zumeist keinen Gegendarstellungsanspruch.
Eine Gegendarstellung wird als solche gekennzeichnet. Der Umfang sollte im Vergleich zum beanstandeten Textteils des Originaltextes angemessen sein, außerdem muss sie in derselben Schriftart und Schriftgröße veröffentlicht werden. Vor allem muss eine Gegendarstellung an der gleichen Stelle wie der beanstandete Artikel in der Publikation platziert werden. Dadurch müssen immer mehr Gegendarstellungen auf Titelseiten veröffentlicht werden.
Die Gegendarstellung hat mit einer kurzen Bezugnahme auf den ursprünglichen Bericht zu beginnen, der Anlass für die Gegendarstellung ist, damit der Leser, Hörer oder Zuschauer die Gegendarstellung überhaupt einordnen kann („Am X.X.XXXX berichtete XXX, es sei …“). Die eigentliche Gegendarstellung wird dann mit den Worten „Hierzu stelle ich fest …“ eingeleitet und es folgt die Sichtweise des Betroffenen.

## Redaktionsschwanz
Die Redaktion darf den jeweiligen Gegendarstellungstext nicht verändern, aber im Anschluss an die Gegendarstellung fügt die Redaktion des Mediums häufig einen sogenannten Redaktionsschwanz an; hier kann die Redaktion zu der Gegendarstellung selbst nochmals Stellung nehmen. Darin wird in der Regel erwähnt, dass die Redaktion zum Abdruck der Gegendarstellung verpflichtet ist, häufig ergänzt um die Feststellung, dass die Aussage der Gegendarstellung nach Auffassung der Redaktion nicht den Tatsachen entspricht oder dass die Redaktion bei ihrer ersten Aussage bleibt, oft aber auch der Satz „XXX hat recht“. Die Redaktion kann sich hier inhaltlich von der Aussage der Gegendarstellung distanzieren. Sie darf hierbei aber nur die Tatsachen der Gegendarstellung anzweifeln, nicht aber die Gegendarstellung entwerten.
Die Statthaftigkeit des Redaktionsschwanzes als Erwiderung auf die Gegendarstellung ist in der Bundesrepublik Deutschland zum Teil im Rahmen des Gegendarstellungsrechts in den Pressegesetzen der Bundesländer geregelt. Im Saarland war das Anfügen eines Redaktionsschwanzes per Änderung des Landesmediengesetzes 1994 durch die SPD-Mehrheit im saarländischen Landtag unter dem damaligen Ministerpräsident Oskar Lafontaine verboten worden. Die damalige Änderung bezeichneten Kritiker und politische Gegner als willkürlichen Rachefeldzug Lafontaines gegen Journalisten im Zuge seiner Pensions- und Rotlichtaffäre. Sie ging als „Lex Lafontaine“ in die presserechtliche Debatte ein. Nach dem Wechsel der Landtagsmehrheiten und der Regierung im Saarland entschärfte 1999 die CDU-Mehrheit im Landtag den entsprechenden Paragrafen.

## Geschichte
Der Gegendarstellungsanspruch hat seinen Ursprung in der Französischen Revolution. Von 1789 an kämpften viele Bewohner Frankreichs für einen demokratischen Rechtsstaat, für Bürger- und Menschenrechte. An deren Ende stand unter anderem das Grundrecht der Pressefreiheit. Damit einher ging, dass die Medien ab sofort nicht mehr staatlicher Vorab-Zensur unterliegen sollten.
Dieses Grundrecht wurde allerdings zunehmend missbraucht, sodass es unter Berufung hierauf zu zahlreichen Fehlberichterstattungen kam. Um dem entgegenzuwirken, nahm Frankreich 1822 einen Gegendarstellungsanspruch in Art. 11 des Pressegesetzes auf. Das unter dem Titel „droit de response“ – zu Deutsch „Recht zur Entgegnung“ – geführte Recht erlaubte die Antwort auf Tatsachenbehauptungen und Wertungen. Schon hier war Ziel des Gesetzes, Waffengleichheit zu gewährleisten und den Einzelnen nicht den Behauptungen der Presse schutzlos auszuliefern.
Im Jahr 1831 gab es im Presserecht des Deutschen Bundes noch eine Vorzensur für alle Schriften unter 320 Seiten. Insbesondere Zeitungen und dünnere Bücher mussten Zensurbehörden zur Genehmigung vorgelegt werden. Dieses Prinzip der Vorab-Zensur wirkte wie ein staatlicher Filter, konnte jedoch auch zulässige politische Meinungen ausfiltern. Damals hatten die Liberalen im badischen Landtag in Karlsruhe die Mehrheit, standen allerdings vor der Schwierigkeit, diese auch zu stabilisieren. Hierzu benötigten sie jedoch ein Sprachrohr und dieses benötigte eine weitgehende Pressefreiheit. Da jedoch die bundesdeutsche Zensurvorgabe noch galt, konnte keine absolute Pressefreiheit proklamiert werden. Es war vielmehr notwendig, dieses Gebot auszuhöhlen. Man verlagerte daher die staatliche Kontrolle von der Exekutive zur Judikative und von der Vorab-Zensur zur lediglich gerichtlichen Nachprüfung.
Dies sorgte dafür, dass Zensur fortan weniger politisch war und sich mehr an rechtliche Vorgaben halten musste. Die exekutive Zensur war aufgrund der Bindung an die Regierungsgewalt und der Treue vieler Beamter zum Staat noch sehr politisch und weniger Instrument des Rechtsschutzes als der politischen Machtausübung. Offiziell diente die Vorabzensur dem Staatsschutz, sollte so Verschwörungen aufdecken, verhindern und verfolgen. Mit der Verlagerung zu den Gerichten wurde diese Vorabzensur unterlaufen und war de facto nur noch eine Nachzensur.
In seinem so 1831 zu Stande gekommenen Gesetz hielt sich der badische Landtag in Karlsruhe scheinbar an die bundesdeutschen Vorgaben, gewährleistete aber gleichzeitig größtmögliche Pressefreiheit. Dieses Pressegesetz war wesentlich von liberalen Professoren und Wissenschaftlern geprägt, die sich am französischen Vorbild orientieren.
In Freiburg gründeten schließlich  Karl Frommberg und Karl von Rotteck die Zeitung Der Freisinnige.  28 Freiburger Bürger stellten das Startkapital zur Verfügung, sodass am 1. März 1832 mit Inkrafttreten der Pressefreiheit die erste Ausgabe herausgegeben werden konnte. Mit über 2000 Abonnenten war die Zeitung sehr erfolgreich. Auf Bundesebene trafen jedoch weder das neue Pressegesetz noch der Erfolg der Tageszeitung auf positive Resonanz. Eine Untersuchung kam zum Ergebnis, dass Der Freisinnige verderblich, aufrührerisch und beleidigend sei. Auf Druck des Bundes wurde er verboten, am 25. Juli erschien die letzte Aufgabe. Ebenso musste das liberale Pressegesetz zurückgenommen wurden.
Allerdings enthielt schon diese kurzlebige Norm ein Recht auf Gegendarstellung und war somit das erste deutsche Gesetz, das dieses normierte. Mit der Rückkehr der Zensur am 30. Juli war es jedoch hinfällig.
Am 7. Mai 1874 wurde das Reichspressegesetz erlassen, das am 1. Juli des Jahres in Kraft trat. Es bestimmte – ebenso wie das französische Recht – in § 11 einen Gegendarstellungsanspruch und stellte somit die erste deutschlandweite Regelung hierzu dar.
Durch das von 1878 bis 1890 geltende so genannte Sozialistengesetz wurde die neu gewonnene Freiheit jedoch sehr schnell wieder in weiten Teilen beschränkt. Über vierzig Jahre lang hatte die Norm dann Zeit, ihre volle Wirkung zu entfalten, bis am 30. Januar 1933 Adolf Hitler zum Reichskanzler ernannt wurde. Hierdurch wurden die Zeiten der NS-Diktatur eingeleitet, die nicht nur die Bevölkerung, sondern auch die Presse gleichschaltete. Das Schriftleitergesetz setzte die Rechte, die aus dem Reichspressegesetz abgeleitet wurden, wieder außer Kraft.
1945 endete mit dem Zweiten Weltkrieg auch die NS-Diktatur. In den westdeutschen Besatzungszonen trat am 24. Mai 1949 das Grundgesetz in Kraft. Fortan fiel das Presserecht unter die allgemeine Kompetenz der Länder. Das Reichspressegesetz galt somit als Landesrecht fort, wie das Bundesverfassungsgericht in einem Vorlageverfahren (Art. 100 GG) entschied, das der Bundesgerichtshof eingeleitet hatte, um überprüfen zu lassen, ob Verjährungsregelungen des bayrischen Presserechts mit dem Bundesrecht vereinbar seien. Hessen erließ als erstes Bundesland dann ein eigenes Pressegesetz, das ebenfalls einen Gegendarstellungsanspruch enthielt.
Bis 1966 zogen die anderen westdeutschen Länder nach. Die DDR hatte das Reichspressegesetz nie außer Kraft gesetzt, jedoch vorrangige Normen erlassen, die ihm den Anwendungsbereich nahmen. 1989 fiel schließlich die Berliner Mauer, die deutsche Einheit war somit ein großes Stück näher gekommen. Mit dem Beitritt der DDR zur Bundesrepublik am 3. Oktober 1990 waren die neuen Bundesländer somit dem bundesdeutschen Recht und insbesondere dem Grundgesetz unterworfen. Genau elf Monate später urteilte das Bezirksgericht in Schwerin, dass es keine landesrechtlichen Regelungen gebe und das Reichspressegesetz somit in den fünf neuen Bundesländern fortgelte.
Im Laufe der Zeit erließen auch diese Länder eigene Landespressegesetze – keines der Gesetze kam ohne einen Anspruch auf Gegendarstellung aus.
Die Gegendarstellung war schon seit dem badischen Pressegesetz auf Tatsachen beschränkt und konnte nicht gegen Wertungen genutzt werden.
Prinzessin Caroline von Monaco war die erste Person, die eine Gegendarstellung auf einer Titelseite erwirken konnte. Die Bild-Zeitung musste beispielsweise 2002 eine Gegendarstellung von Wolfgang Thierse, in seiner Funktion als Bundestagspräsident, abdrucken, in der es um das Treffen der deutschen und französischen Parlamentarier in Paris ging, das in der Bild-Zeitung als „Paris-Sause“, ein großes Fest auf Kosten der Steuerzahler, dargestellt wurde.
Durch das sog. „Türken in Bingen“-Urteil hat das Bundesverfassungsgericht die Bedeutung einer Gegendarstellung unter Berufung auf das Persönlichkeitsrecht gestärkt.

## Sorgfaltspflicht
Journalisten haben gegenüber ihrer Zeitung grundsätzlich die Pflicht, so gut zu recherchieren, dass sie keine falschen Behauptungen veröffentlichen (Journalistische Sorgfaltspflicht) und somit keine Gegendarstellung provozieren. Viele Gegendarstellungen untergraben die Glaubwürdigkeit eines Mediums. Meistens verlangen Personen der Öffentlichkeit von Boulevardzeitungen, Publikumszeitschriften und Illustrierten Gegendarstellungen. Es können aber auch von Telemediendiensten wie Blogs Gegendarstellungen verlangt werden.

## Alternativen
Eine Gegendarstellung bringt die Schwierigkeit mit sich, dass der Betroffene die ursprüngliche Äußerung wiederholen muss und so ins öffentliche Gedächtnis ruft. Stattdessen kann ein Anspruch auf Berichtigung oder Widerruf durch das Medium selbst oder bei schwerwiegenden Folgen auch eine finanzielle Entschädigung effektiver sein. Hierfür sind jedoch strengere Anforderungen zu erfüllen, insbesondere trägt der Anspruchsteller regelmäßig die Beweislast für die Unwahrheit der Behauptung.
Zwar mag von Seiten von Personen des öffentlichen Lebens auch an Alternativen gedacht werden, wie beispielsweise Pressemitteilungen, Pressekonferenzen, schriftliche Stellungnahmen, Rücksprache mit dem jeweiligen Autor oder Journalisten oder auch die Veröffentlichung eines Leserbriefes der betroffenen Person. Problematisch dürfte eine Stellungnahme in Form eines Leserbriefes jedoch insofern sein, als dieser weder in Aufmachung noch im Umfang dem inkriminierten Artikel entsprechen muss. Außerdem gibt ein Leserbrief nicht die Meinung der Redaktion, sondern die des Leserbriefschreibers wieder, ist also in seiner Wirkung der einer Gegendarstellung nicht vergleichbar. Zudem ist zu bedenken, dass es auf die ungekürzte Veröffentlichung eines Leserbriefs keinen gerichtlich durchsetzbaren Anspruch gibt.

## Wirkung der Gegendarstellung
Eine repräsentative Umfrage von 2000 Befragten zu einem realen Fall ergab, dass die Wirkung einer Gegendarstellung in ihrer Stärke tatsächlich ungefähr dem Effekt eines einzelnen, gleich langen Zeitungsartikels entspricht.

## Gegendarstellung in der Schweiz
In der Schweiz ist das Recht auf Gegendarstellung in den Art. 28g bis 28l des ZGB gewährleistet.

## Gegendarstellung in Österreich
In Österreich ist das Recht auf Gegendarstellung in Paragraph 9 des Mediengesetzes verankert.